# Sankt Thomas (Eifel)
Sankt Thomas ist eine Ortsgemeinde im Eifelkreis Bitburg-Prüm in Rheinland-Pfalz. Sie gehört der Verbandsgemeinde Bitburger Land an. Der Ortsname ist hergeleitet von dem auf der Gemarkung der Gemeinde liegenden ehemaligen Kloster Sankt Thomas.

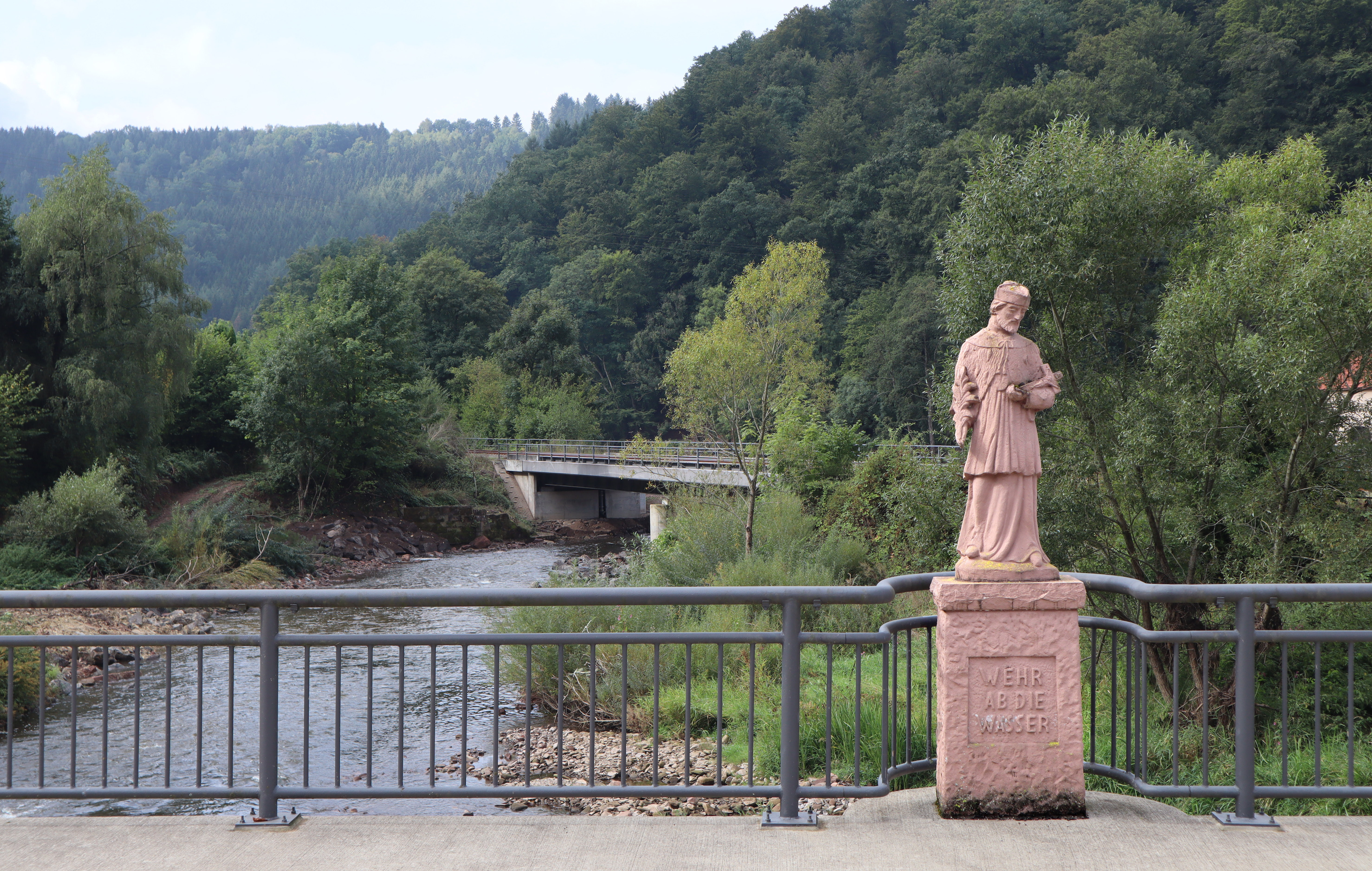
Statue des Brückenheiligen Johannes von Nepomuk auf der Brücke über die Kyll

## Geographie
Sankt Thomas liegt im Tal der Kyll. Zur Gemeinde gehören ferner die Weiler Bruderholz und St. Johann sowie die Wohnplätze Kasholz und Forsthaus Johanniswald.

## Geschichte
Die erste urkundliche Erwähnung des Ortes stammt aus dem Jahr 973. Ursprünglich wurde der Ort Ernistburen oder Ernistbura, später dann Erlenburen bzw. Erlesbura genannt. Erst später nahm der Ort den Namen des Klosters Sankt Thomas an. Die drei historischen Ortsteile sind der Klosterbering, die Klostermühle jenseits der Kyll und die Bebauung um den östlichen Brückenkopf der Kyllbrücke, welcher südlich von Klostermühle und Kloster gelegen ist.
Ende des 18. Jahrhunderts gehörte der Ort zum kurtrierischen Amt Kyllburg. Die Inbesitznahme des Linken Rheinufers durch französische Revolutionstruppen beendete die alte Ordnung. Der Ort wurde von 1798 bis 1814 Teil der Französischen Republik (bis 1804) und anschließend des Französischen Kaiserreichs, zugeordnet der Mairie Kyllburg im Kanton Kyllburg des Arrondissements Prüm im Saardépartement. Nach der Niederlage Napoleons kam Sankt Thomas aufgrund der 1815 auf dem Wiener Kongress getroffenen Vereinbarungen zum Königreich Preußen und gehörte nun zum Kreis Bitburg des Regierungsbezirks Trier, der 1822 Teil der neu gebildeten preußischen Rheinprovinz wurde. Aus der Mairie wurde die Bürgermeisterei (später das Amt) Kyllburg.
Als Folge des Ersten Weltkriegs war die gesamte Region dem französischen Abschnitt der Alliierten Rheinlandbesetzung zugeordnet. Nach dem Zweiten Weltkrieg wurde Sankt Thomas innerhalb der französischen Besatzungszone Teil des damals neu gebildeten Landes Rheinland-Pfalz. Im Zuge der rheinland-pfälzischen Kommunalreform wurde der Ort der Verbandsgemeinde Kyllburg zugeordnet, die wiederum zum 1. Juli 2014 in die Verbandsgemeinde Bitburger Land aufging.
Bevölkerungsentwicklung
Die Entwicklung der Einwohnerzahl von Sankt Thomas, die Werte von 1871 bis 1987 beruhen auf Volkszählungen:
| Jahr | Einwohner |
| ---- | --------- |
| 1815 | 135       |
| 1835 | 177       |
| 1871 | 245       |
| 1905 | 289       |
| 1939 | 313       |
| 1950 | 370       |

| Jahr | Einwohner |
| ---- | --------- |
| 1961 | 345       |
| 1970 | 359       |
| 1987 | 312       |
| 2005 | 306       |
| 2011 | 288       |
| 2017 | 258       |

## Politik

### Gemeinderat
Der Gemeinderat in Sankt Thomas besteht aus sechs Ratsmitgliedern, die bei der Kommunalwahl am 9. Juni 2024 in einer Mehrheitswahl gewählt wurden, und dem ehrenamtlichen Ortsbürgermeister als Vorsitzendem.

### Bürgermeister
Markus Becher wurde am 8. Juli 2024 Ortsbürgermeister von Sankt Thomas. Da bei der Direktwahl am 9. Juni 2024 kein Wahlvorschlag eingereicht wurde, oblag die Neuwahl gemäß rheinland-pfälzischer Gemeindeordnung dem Rat, der sich auf seiner konstituierenden Sitzung für Markus Becher entschied.
Sein Vorgänger Rudolf Höser hatte das Amt 2014 von Bernd Heinicke übernommen und kandidierte nach einer Wiederwahl 2019 im Jahr 2024 nicht erneut als Ortsbürgermeister.

### Gemeindepartnerschaften
Die Gemeinde St. Thomas unterhält seit 1986 eine Gemeindepartnerschaft mit der französischen Gemeinde Pontigny.

### Wappen
| Wappen von Sankt Thomas | Blasonierung: „In Grün ein goldener Bienenkorb, darüber ein rechts gewendetes, silbernes Schwert mit goldenem Griff.“ |
| Wappen von Sankt Thomas | Wappenbegründung: St. Thomas führt den Namen des Bischofs und Märtyrers Thomas Becket. Das Schwert ist das Zeichen von St. Thomas Becket. Zugleich war er auch Patron des um 1185 gegründeten Zisterzienserklosters. Diese Klostergründung prägte den Ort. Seit der Neugründung des Zisterzienserordens hat der heilige Bernhard von Clairvaux das kirchlich-religiöse Leben maßgeblich beeinflusst und selbst 68 Klöster gegründet, darunter das benachbarte Himmerod, dessen Jurisdiktion die Abtei St. Thomas unterstand. Sein Zeichen, der Bienenkorb, ist in das Wappen übernommen worden. |

## Kloster

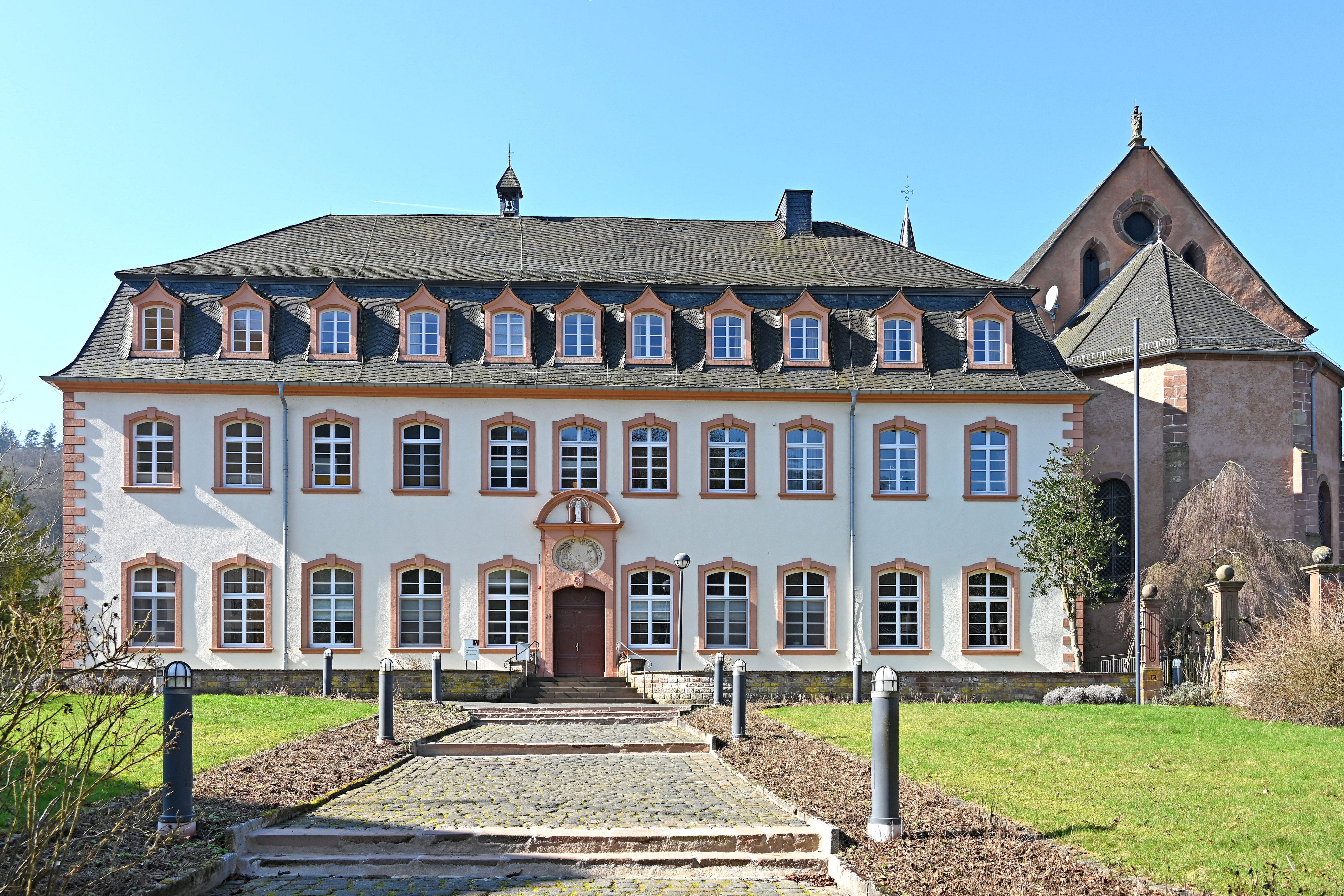
Kloster Sankt Thomas, Ostseite

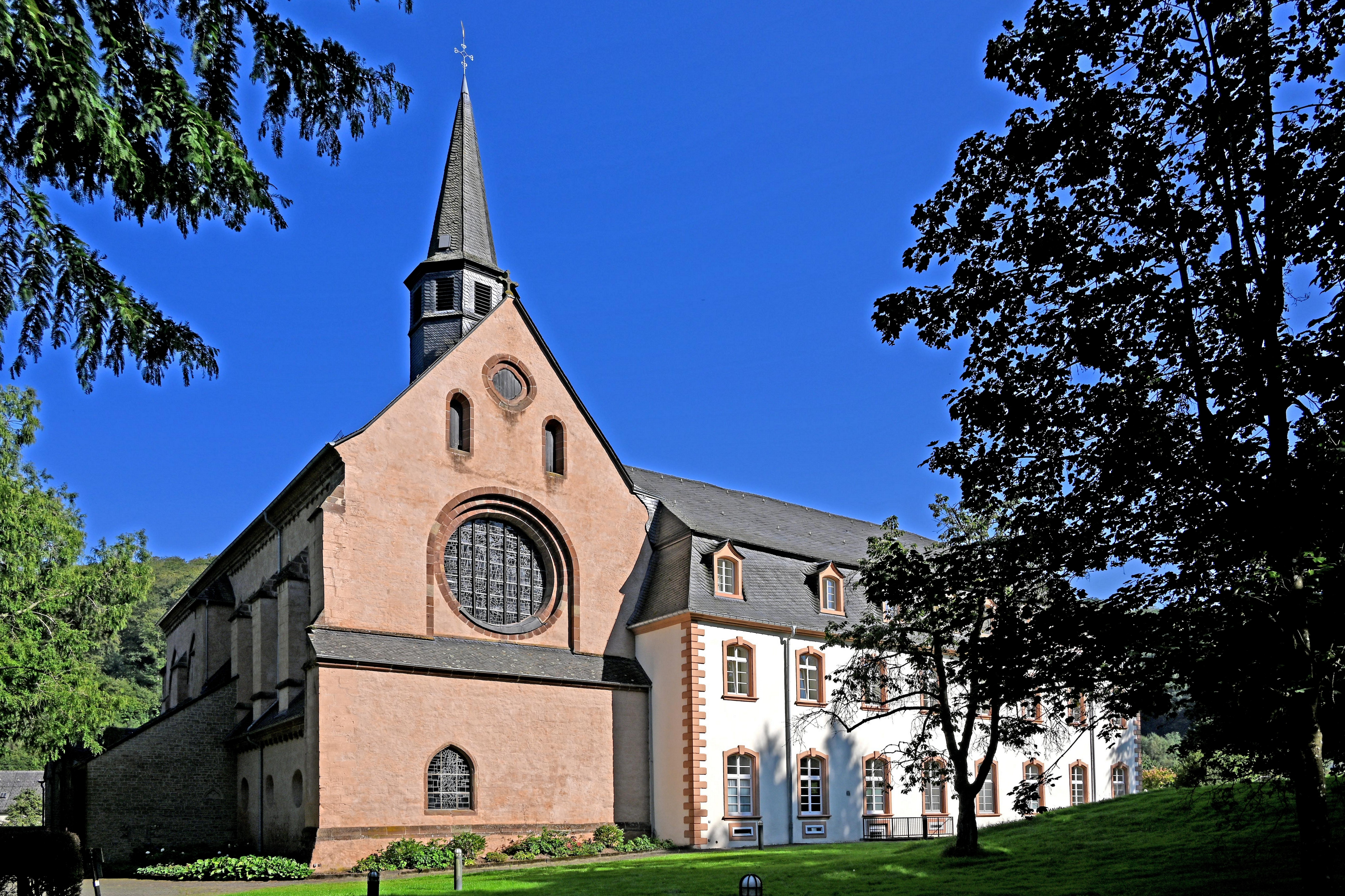
Ehemalige Klosterkirche

In Sankt Thomas befindet sich das ehemalige Zisterzienserinnen-Kloster St. Thomas an der Kyll, das heute dem Bistum Trier als Bildungsstätte dient. Das Frauenkloster wurde um 1170 in der Nähe einer Thomas Beckett zu Ehren gebauten Kapelle gegründet. Das Kloster von St. Thomas wurde im Zuge der Säkularisation 1802 aufgehoben, womit dem Ort gleichzeitig die wirtschaftliche Grundlage genommen wurde. Nachdem der preußische Staat das Haus 1847 gekauft hatte, wurde es von ihm 1852 dem Bischof von Trier überlassen, welcher es bis 1942 als Strafanstalt (Demeritenhaus) für Geistliche nutzte. In der Zeit von 1957 bis 1974 fungierte das Haus als Katholische Landvolksschule des Bistums Trier.
Heute dient das ehemalige Kloster als Exerzitienhaus St. Thomas des Bistums Trier.

## Verkehr
Der Bahnhof Sankt Thomas liegt an der Eifelstrecke (Köln–Euskirchen–Gerolstein–Trier) und wird von den Zügen der RB 22 bedient:
| Linie       | Verlauf | Takt   |
| ----------- | --- | ------ |
| RE 22 RB 22 | Eifel-Express: Köln Messe/Deutz – Köln Hbf – Köln West – Köln Süd – Erftstadt – Weilerswist – Euskirchen – Mechernich – Kall – Urft (Steinfeld) – Nettersheim – Blankenheim (Wald) – Schmidtheim – Dahlem (Eifel) – Jünkerath – Lissendorf – Oberbettingen-Hillesheim – Gerolstein (Gattungswechsel RE/RB) – Birresborn – Mürlenbach – Densborn – Usch/Zendscheid – St. Thomas – Kyllburg – Bitburg-Erdorf – Hüttingen – Philippsheim – Speicher – Auw an der Kyll – Daufenbach – Kordel – Ehrang – Pfalzel – Trier Hbf (aufgrund von Hochwasserschäden längerfristig im Schienenersatzverkehr zwischen Kall und Gerolstein) Stand: April 2023 | 60 min |

Sankt Thomas zählt zum Verkehrsverbund Region Trier. In sieben Kilometer Entfernung liegt die Bundesautobahn 60.